# Famille Gomperz
La famille Gompertz est une famille aux origines juives ashkénazes allemandes ayant ensuite pris des nationalités multiples - hollandaise, puis britannique et américaine - qui s'est notamment illustrée aux XVIe – XVIIIe siècles dans le négoce et la banque, puis aux XIXe et XXe siècles dans plusieurs domaines d'activité.
Elle est par exemple considérée comme « la seule famille ashkénaze réellement influente à Amsterdam » (...) "La famille Gompertz pratiquait le commerce des pierres précieuses et des fournitures militaires, et avait des liens avec les Juifs de Cours et l'Electeur de Brandenburg.
Cette famille est mentionnée dans des écrits anciens (notamment dans les célèbres Mémoires de Glückel von Hameln (1646-1724), le Séfér Meguila Sod de Aharon Emmerich Gomperts) et des études plus récentes.
Le premier "Gompertz" connu est Mordechaï Gumpel, vivant vers 1520-1585 à Emmerich, près de Clèves en Allemagne.

## Allemagne et Pays-Bas
- Benedictus Levi Gomperz (XVIIIe siècle), financier du duché de Clèves, intercède avec succès pour empêcher l'expulsion des Juifs de Bohême-Moravie en 1745[4].
- Benedict Reuben Gompertz (aussi appelé Baruch Bendet Ben Reuben Wasel) (mort en 1753 ou 1754), rabbin[5]

## Branche britannique
- Isaac Gompertz (1774-1856), poète, frère de Benjamin et Lewis[6].
- Benjamin Gompertz (1779–1865), mathématicien britannique, frère d'Isaac et Lewis[7].
  - Le modèle de Gompertz, loi statistique établie par Benjamin Gompertz.
- Lewis Gompertz (1783?-1861) (parfois appelé en France Louis Gompertz) inventeur britannique (il invente la roue libre de bicyclette en 1821), végétarien, cofondateur en 1824 de la Royal Society for the Prevention of Cruelty to Animals (RSPCA), frère de Benjamin et d'Isaac.

## Branche viennoise
- Theodor Gomperz (1832–1912), philologue moravo-autrichien, petit-fils de Bendictus Levi Gomperz[8]. Theodor et son fils auront de l'influence sur Sigmund Freud[9].
- Heinrich Gomperz (1873–1942), philosophe austro-américain, fils de Theodor Gomperz[10].
- Caroline von Gomperz-Bettelheim (1845-1925), pianiste autrichienne. Elle est la femme de Julius von Gomperz (1823-1909), frère de Theodor Gomperz, anobli, président de la Chambre de commerce autrichienne et membre de la Chambre haute[11].
- Le palais Gomperz à Vienne.

## Branche américaine ("Gompers")
- Samuel Gompers (1850–1924), syndicaliste américain, fondateur et président (1886-1924) du grand syndicat américain American Federation of Labor (AFL).
  - Le gomperisme, doctrine syndicale établie par Samuel Gompers.
  - L'USS Samuel Gompers (AD-37), ravitailleur de la marine américaine baptisé en l'honneur de Samuel Gompers (en service de 1964 à 1995).

Gumperz est le nom de :
- John J. Gumperz (1922-2013), linguiste américain.
- Julian Gumperz (1898-1972), sociologue allemand, membre de l'École de Francfort.